# Liste der denkmalgeschützten Objekte in Chodov u Domažlic
Grundlage dieser Liste der denkmalgeschützten Objekte in Chodov u Domažlic ist die ÚSKP-Liste (Ústřední seznam kulturních památek České republiky, deutsch Zentrale Liste der Kulturdenkmäler der Tschechischen Republik), die von der tschechischen Denkmalschutzbehörde NPÚ (Národní památkový ústav, deutsch Nationale Denkmalbehörde) seit 1987 geführt wird und an die seit dem Jahr 1850 geschaffenen Listen anschließt.

## Denkmalgeschützte Objekte nach Ortsteilen

### Chodov u Domažlic
| Lage                                                                | Objekt                | Beschreibung                                                                                            | ÚSKP-Nr.                  | Bild           |
| ------------------------------------------------------------------- | --------------------- | --- | ------------------------- | -------------- |
| Chodov u Domažlic 40 (Standort)                                     | Bauernhof             | | 51967/4-5280 Info Katalog | weitere Bilder |
| Chodov u Domažlic 70 (Standort)                                     | Bauernhof             | | 26883/4-2096 Info Katalog | weitere Bilder |
| Chodov u Domažlic 71 (Standort)                                     | Bauernhof             | | 27012/4-2097 Info Katalog | weitere Bilder |
| Chodov u Domažlic, Dorfplatz, bei Nr. 42 (Standort)                 | Stein mit Kreuzrelief | Sühnestein, 17. Jahrhundert                                                                             | 29975/4-4022 Info Katalog | weitere Bilder |
| Chodov u Domažlic, oberer Ortsteil, beim Jan Hus Denkmal (Standort) | Stein mit Kreuzrelief | Sühnestein, vielleicht Grabstein für einen in den Napoleonischen Kriegen gefallenen russischen Soldaten | 15174/4-2098 Info Katalog | weitere Bilder |